# Mariela Alcalá
Mariela Alcalá (Caracas, 12 aprile 1964) è un'attrice venezuelana.

## Biografia
Mariela è nata a Caracas nel 1964. È la maggiore di 4 fratelli e fin da piccola ha manifestato inclinazioni artistiche. È stata una delle principali attrici del genere telenovela, ottenendo notevole popolarità anche in Italia tra la fine degli anni ottanta e i primi anni novanta, insieme alle connazionali Mayra Alejandra, Grecia Colmenares, Jeannette Rodríguez Delgado, Catherine Fulop e Maricarmen Regueiro.
Aiutata da un volto di notevole bellezza, ha iniziato la carriera di attrice nel 1984 con la telenovela venezuelana La dueña, del canale televisivo VTV. Successivamente, ha ottenuto il ruolo di Angelica (Inocencia) nella versione originale in spagnolo) nella telenovela Cristal del canale RCTV, che le ha dato popolarità internazionale nonostante si trattasse di un ruolo secondario ma molto intenso, quello di una giovane bella e piena di vita che scopre di avere un tumore al seno. Dopo il successo di questo personaggio, ha ottenuto diversi ruoli come protagonista in altre telenovele dello stesso canale: Un volto, due donne, Selva María, e Rubí. Ha lavorato in seguito anche per produzioni televisive di altri paesi come Argentina, Perù, Spagna e Ecuador.
Mariela ha anche inciso alcuni dischi come cantante realizzando sigle di diverse sue telenovele come quella di Rubí, con le canzoni Al menos que tú e Nada más que hablar tra il 1989 e 1990. In Spagna e Italia è celebre tra gli appassionati del genere per i ruoli avuti in Cristal, Rubí e Cuore ferito.

## Vita privata
Mariela si è sposata due volte. Il suo primo marito fu Nelson Ortega, direttore dell'Accademia nella quale Mariela studiò, più anziano di 18 anni rispetto alla moglie; si sono sposati nel 1983 a Caracas e hanno avuto due figli, Marieli, nata nel 1984, e José Nelson, nato nel  1990. La coppia ha divorziato nel 1993. Il secondo marito e attuale marito è il produttore argentino Rodolfo Hoppe con cui Mariela ha lavorato nelle telenovelas Leonela, muriendo de amo e Luz María. La coppia si è sposata nel 1998 e ha avuto un figlio, Gerardo José, nato nel 2000.

## Filmografia
- La dueña - María Eugenia (1984)
- Cristal - Angelica; nella serie originale: Inocencia (1985)
- Un volto, due donne (La intrusa) - Virginia e Elena; nella serie originale: Virginia e Estrella (1987)
- Selva Maria (1988)
- Rubí (Rubí rebelde) - Rubí (1989)
- Casado con mi hermano - Bertha (1992)
- Cuore ferito (La Loba herida) - Roxana Soler (1992)
- Inolvidable - Rebeca (1992)
- La hija del presidente (1994)
- Leonela, muriendo de amor - María Nieves (1997)
- Luz María - Mirta Valdez (1998)
- Yo vendo unos ojos negros - Mónica Farrow (2003)

## Doppiatrici italiane
- Emanuela Rossi in Cristal
- Marina Thovez in Un volto, due donne e Rubi
- Monica Cadueri in Selva Maria
- Francesca Fiorentini in Cuore ferito